# Encyclopédie du conte

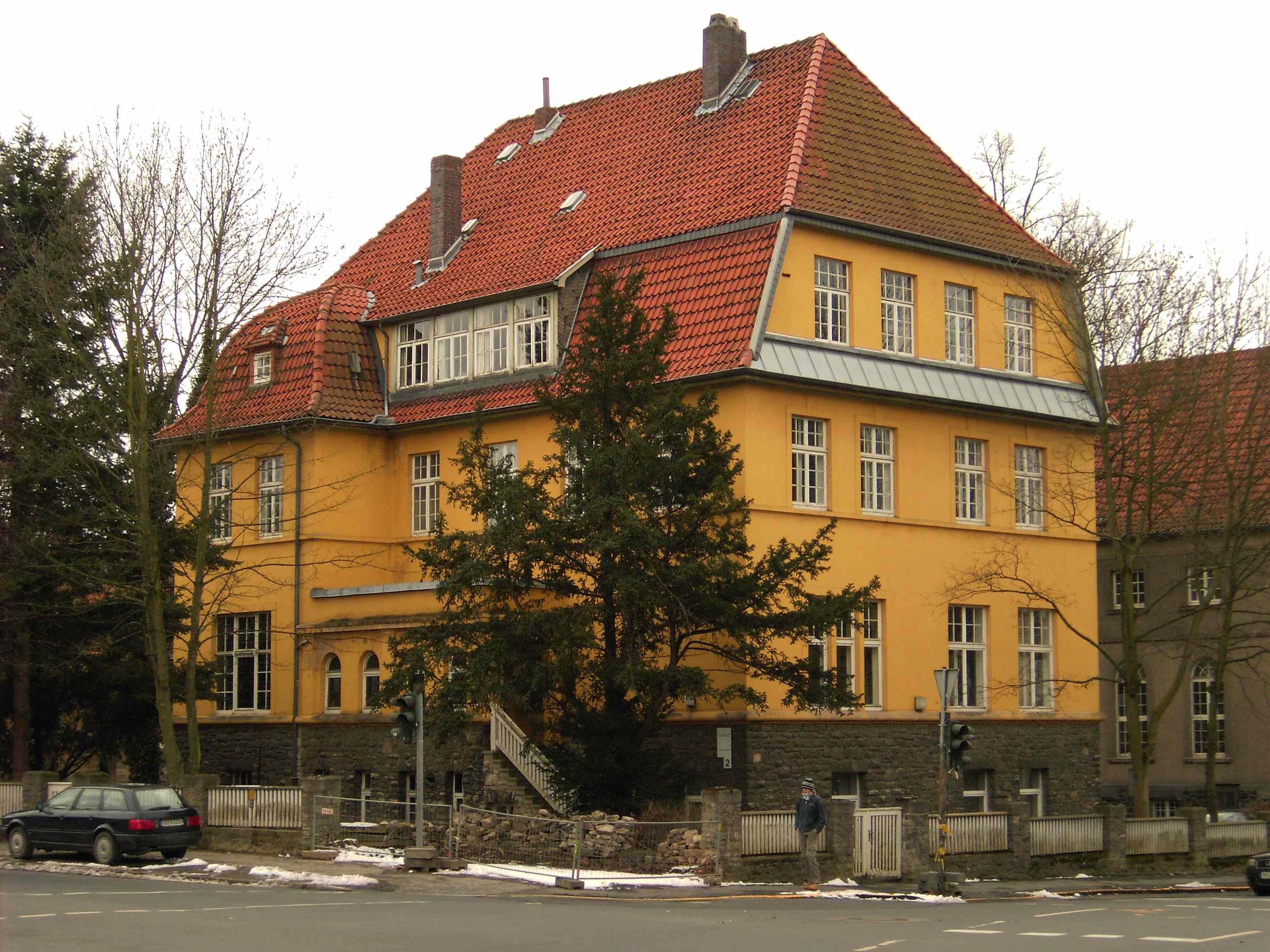
L'ancien lieu d'élaboration de l’Encyclopédie du conte, à Göttingen.

L’Encyclopédie du conte (en allemand : Enzyklopädie des Märchens, abrégé en EM), est un ouvrage de référence en langue allemande et en 15 volumes, dont le projet a été initié par le germaniste et folkloriste Kurt Ranke pour servir à la recherche internationale sur les contes.

## Historique
Un projet apparenté, quoique limité aux contes en langue allemande, le Handwörterbuch des deutschen Märchens (Dictionnaire pratique du conte allemand), publié par Lutz Mackensen, avait été interrompu en 1940 en raison de la guerre, alors que seuls deux volumes étaient parus. Kurt Ranke entama les travaux préparatoires d'une Encyclopédie du conte en 1955. Lors du congrès de folkloristique de 1958 à Nuremberg, il présenta pour la première fois le projet à un cercle important. Un lieu de travail fut aménagé à l'Université de Göttingen, bénéficiant du financement de la Fondation allemande pour la recherche et de la Fondation Volkswagen. À partir de 1980, l'EM a été un projet de l'Académie des sciences de Göttingen, financé au titre de l’Akademienprogramm conjointement par le gouvernement fédéral et les Länder.
L’EM, tout comme la revue spécialisée Fabula, fut publiée par la maison d'édition Walter de Gruyter. La première contribution, qui s'ouvrait sur l'article Aarne, Antti Amatu, fut publiée en 1975, le premier volume (A – Ba) en 1977. En novembre 2014 fut publiée la dernière contribution du 14e volume, et depuis mars 2015 le volume 14 (Vergeltung – Zypern. Nachträge) est disponible intégralement. Le volume final (Vol. 15 : Verzeichnisse und Register, « Répertoires et Index ») est paru en décembre 2015. Le tirage s'est élevé à 3 000 exemplaires.
En 2016, l’Encyclopédie du conte a également été publiée par les éditions De Gruyter sous la forme d'une banque de données, l’Enzyklopädie des Märchens Online.
L’Encyclopédie comprend en tout plus de 3 900 articles présentés par ordre alphabétique et rédigés par un millier d'auteurs de 80 pays différents. Kurt Ranke en a été le fondateur et le rédacteur en chef ; Rolf Wilhelm Brednich, qui lui a succédé, a mené le projet à terme. Les éditeurs ont été Rudolf Schenda (1973–1992), Lutz Röhrich (1973–2006), Max Lüthi (1973–1984), Regina Bendix (2005/2006) et Rolf Wilhelm Brednich (1983–2015). Parmi les rédacteurs techniques, on peut mentionner Doris Boden, Ulrich Marzolph, Ulrike-Christine Sander, ou encore Christine Shojaei Kawan.

## Contenu
Les articles, assortis d'annotations, donnent un aperçu des thèmes suivants :
- Biographies des chercheurs, collecteurs et auteurs d'œuvres documentaires significatives
- Présentations des théories et des méthodes, des questions génériques, des problèmes de style et de structure
- Questions de biologie du patrimoine narratif
- Aperçus de type monographique sur les principaux types et motifs narratifs
- Comptes rendus de recherches nationales et régionales.

Malgré son titre, l’EM ne traite pas uniquement des contes au sens strict, mais aussi  d'autres genres narratifs populaires, comme les légendes, les fables, les récits étiologiques, les farces (« Schwänke »), ou les récits novellistiques. Elle se conforme à cet effet avec la classification Aarne-Thompson.

## Indications bibliographiques
- (de) Kurt Ranke (fondateur), Rolf Wilhelm Brednich, et alia (éditeurs): Enzyklopädie des Märchens. Handwörterbuch zur historischen und vergleichenden Erzählforschung. de Gruyter, Berlin 1977, DNB 550874852.